# Хара-Хула
Хара-Хула-тайши (встречающиеся в литературе варианты написания имени: Хара Хулан, Хара-хулан-тайджи, Кара кула, Кара кулан, Каракула) собственное имя — Гумэчи (калм. Гумче; ум. предположительно 1634) — представитель ойратского рода Чорос, сын Абидай-Була-тайши и потомок в шестом колене Эсэн-тайши (1407 — 1454), отец Эрдэни-Батура. Последний главный тайши Ойратского союза.

## Биография
В 1587 году Хара-Хула участвовал в разгроме ойратскими нойонами хотогойтского алтын-хана Шолой Убаши-хунтайджи (1567—1627). В 1609 году Хара-Хула был известен новой победой над хотогойтским Алтын-ханом. Окончательно Шолой Убаши был разгромлен в 1627 году, коалицией ойратов во главе с Хара-Хулой.
В начале XVII века чоросский тайши Хара-Хула становится вторым чулган-даргой (председателем съезда конфедерации четырех ойратских племен), составив дуумвират с хошутским нойоном Байбагас-Батуром. В 1620 году впервые отправил в Москву послов для взаимовыгодных переговоров о мире и торговле. В 1628—1629 годах Хара-Хула, командуя общеойратским войском, нанес поражение хотогойтскому алтын-хану Омдо-Эрдэни-хунтайджи (1627—1657).
Имел десять сыновей. Его старший сын Эрдэни-Батур основал Джунгарское ханство.

## Примечание
1. Хара-Хула - Родовод